# Правителство на Васил Радославов 1
Първото правителство на Радославов е тринадесето правителство на Княжество България, назначено с прокламация „Към българския народ“ от 16 август 1886 г. в резултат на контрапреврата, довел до краткотрайното завръщане на княз Александър I Батенберг. Управлява до 28 юни 1887 г., след което е наследено от първото правителство на Константин Стоилов.

## Политика

### 1886 – 1887
На 25 август 1886 г. князът на България обявява окончателното си решение да абдикира след отказа на Русия да одобри завръщането му в България. Правителството и тримата регенти трябва да се справят от тежкото положение на княжеството, да неутрализират войнстващата русофилска опозиция и да изберат нов княз. Обстановката в страната се усложнява от рязкото влошаване на българо-турските отношения поради грешки на руската дипломация. Пристигналият в България императорски пратеник Каулбарс се намесва грубо във вътрешните работи на Княжеството – открито призовава офицерите русофили към нов бунт. Правителството и Регентството приемат част от исканията на руския комисар, сред които отменяне военното положение и освобождаване на детронаторите. Отказана е отмяната на насрочените избори за Велико народно събрание.
Русофобите побеждават в изборите. В Бургас с участието на руски офицери започва бунт срещу Регентството, а във Варненското пристанище акостират два руски военни кораби. Русия принуждава избрания от Великото народно събрание за български княз Валдемар Датски да се откаже от престола. На 6 ноември 1886 г. Каулбарс обявява скъсването на българо-руските дипломатични отношения. Опитите на Регентството и правителството на Радославов да получат реална международна подкрепа завършват без успех. Окуражена от това, опозицията организира бунтове в Силистренския и Русенския гарнизон. Водачите на българската политическа емиграци се обръщат с искане към Турция чрез сила да свали правителството и регентите. В отговор се засилва политическият терор в страната, арестуван е Петко Каравелов, а ръководителите на военните бунтове са осъдени и екзекутирани.

### 1887, разпускане на правителството
Разправата с политическите противници, както и образуваният през март 1887 г. антируски западен съюз стабилизират позициите на управляващата групировка. Създават се благоприятни условия за разрешаване на един от основните проблеми – избора на княз. Преговорите с единствения възможен кандидат за трона – принц Фердинанд Сакс-Кобургготски, завършват с успех. На 25 юни 1887 г. Великото народно събрание избира немския принц за княз на Българите. След гласуването правителството на д-р Радославов подава оставка.

## Съставяне
Кабинетът, оглавен от Васил Радославов, е образуван от представители на русофобски политически сили.

### Кабинет
Сформира се от следните 4 министри и един председател.
| министерство                      | име | име                   | партия                           |
| --------------------------------- | --- | --------------------- | -------------------------------- |
| председател на Министерския съвет |     | Васил Радославов      | Либерална партия (радослависти)  |
| външни работи и изповедания       |     | Григор Начович        | Консервативна партия             |
| вътрешни работи                   |     | Васил Радославов      | Либерална партия (радослависти)  |
| финанси                           |     | Григор Начович (упр.) | Консервативна партия             |
| военен                            |     | Данаил Николаев       | военен                           |
| правосъдие                        |     | Димитър Тончев        | Либерална партия (радослависти)  |
| народно просвещение               |     | Георги Живков         | Либерална партия (стамболовисти) |

### Промени в кабинета

#### от 26 август 1886
| министерство        | име | име                | партия                          |
| ------------------- | --- | ------------------ | ------------------------------- |
| правосъдие          |     | Константин Стоилов | Консервативна партия            |
| народно просвещение |     | Тодор Иванчов      | Либерална партия (радослависти) |
| финанси             |     | Иван Гешов         | Народна партия                  |

#### от 18 ноември 1886
| министерство | име | име                     | партия                          |
| ------------ | --- | ----------------------- | ------------------------------- |
| финанси      |     | Васил Радославов (упр.) | Либерална партия (радослависти) |

## Събития

### 1886
- 26 август 1886 – Княз Александър Батенберг абдикира под натиска на Русия, оставяйки в България регентство начело със Стамболов и правителството начело с Радославов.[5]
- 28 септември 1886 – Привържениците на правителството печелят изборите за III велико народно събрание, което трябва да избере нов държавен глава на страната.[6]
- 13 октомври 1886 – Нишко споразумение за уреждане на отношенията със Сърбия след войната от 1885 година.[7]
- 6 ноември 1886 – Русия скъсва дипломатическите си отношения с България след като не успява да наложи смяна на регентите и нови избори за Велико народно събрание.[8]

### 1887
- 16-19 февруари 1887 – Русофилски бунтове в Силистра и Русе, последвани от репресии над опозицията.[9]
- 25 юни 1887 – III велико народно събрание избира принц Фердинанд Сакскобургготски за български княз. Радославов, който е привърженик на Батенберг, подава оставка дни по-късно.[10]